# Argentina nos Jogos Olímpicos de Verão de 1984
A Argentina competiu nos Jogos Olímpicos de Verão de 1984, realizados em Los Angeles, Estados Unidos.